# Lugar histórico nacional El Páramo
El lugar histórico nacional El Páramo es un sitio ubicado en la península El Páramo, departamento Río Grande, Tierra del Fuego, Argentina. Declarado lugar histórico mediante el decreto nacional n.º 64 en 1999, artículo 11.
En 1886, en el período conocido como «fiebre del oro en Tierra del Fuego», el explorador rumano Julio Popper se asentó en la costa norte de la bahía de San Sebastián con el propósito de instalar un establecimiento minero, fundando «El Páramo». El asentamiento contaba con un edificio para contener al personal administrativo, un caserón para el personal, con capacidad para ochenta personas, almacén, depósito y cocina. Los lavaderos de oro (Compañía Anónima Lavaderos de Oro del Sud) constaban de talleres, fragua, un galpón con calderas motores de vapor, una bomba centrífuga para extraer agua del mar que servía para el lavado de las arenas auríferas, y cuatro «cosechadoras de oro» como denominó Popper a los aparatos de su invención. Además Popper creó su propia Casa de Moneda y una oficina de correos. También hubo una comisaría creada por decreto del Gobierno nacional el 20 de abril de 1888 con jurisdicción desde el cabo del Espíritu Santo hasta el río Grande.